# سینا بهرامی
سینا بهرامی (متولد ۱۷ شهریور ۱۳۷۱ در کرمانشاه) تکواندوکار ایرانی است. وی مدتی ایران را ترک کرد و در کشور جمهوری آذربایجان مشغول فعالیت شد، اما پس از مدتی مجدد به ایران بازگشت.

## افتخارات
- مدال برنز مسابقات جهانی گرند اسلم ۲۰۱۹ در ووشی
- مدال نقره جام ریاست فدراسیون جهانی ۲۰۱۹ در کیش
- مدال طلا مسابقات آزاد جهانی ۲۰۱۸ در بیروت[۳]
- مدال برنز جام ریاست فدراسیون جهانی ۲۰۱۹ در آتن
- مدال طلا مسابقات آزاد جهانی ۲۰۱۷ در آنتالیا
- مدال برنز مسابقات آزاد جهانی ۲۰۱۶ در زاگرب
- مدال طلا مسابقات آزاد جهانی ۲۰۱۶ در آنتالیا
- مدال برنز مسابقات آزاد جهانی ۲۰۱۵ در ورشو
- مدال برنز مسابقات آزاد جهانی ۲۰۱۵ در چانچنئون
- مدال برنز مسابقات آزاد جهانی ۲۰۱۵ در کیشیناو
- مدال برنز مسابقات آزاد جهانی ۲۰۱۵ در تهران[۴][۵][۶]